# Dark Clouds in a Perfect Sky
Dark Clouds in a Perfect Sky (рус. «Тёмные облака в безупречном небе») — второй студийный альбом лихтенштейнской готик-метал-группы Elis, выпущен на австрийском лейбле Napalm Records 4 октября 2004 года. Продюсером выступил Александр Крулль.
Dark Clouds in a Perfect Sky вышел спустя год после дебютной записи группы, однако рецензенты не считают, что вторая работа коммерчески ориентирована, наоборот, группа приложила много усилий, чтобы звучание стало лучше, а лирика не потеряла своей стилистики; также к записи был привлечён оркестр.

## Список композиций
| №   | Название             | Длительность |
| --- | -------------------- | ------------ |
| 1.  | «Der Letzte Tag»     | 4:30         |
| 2.  | «Anger»              | 3:53         |
| 3.  | «Lost Soul»          | 5:02         |
| 4.  | «Perfect Love»       | 4:19         |
| 5.  | «Heart in Chains»    | 4:32         |
| 6.  | «Die Zeit»           | 3:52         |
| 7.  | «Black Angel»        | 4:22         |
| 8.  | «Devil Inside You»   | 4:44         |
| 9.  | «Rebirth»            | 3:57         |
| 10. | «Are You Missing Me» | 3:40         |
| 11. | «Ballade»            | 4:22         |

| №   | Название         | Длительность |
| --- | ---------------- | ------------ |
| 12. | «Show Me Heaven» | 4:09         |

## Участники записи
- Сабина Дюнзер — вокал
- Pete Streit — гитара
- Jürgen 'Big J' Broger — гитара
- Tom Saxer — бас-гитара
- Franco 'Franky' Koller — ударные

Приглашённые музыканты
- Мартин Шмидт (Atrocity) — ударные в «Black Angel», «Heart In Chains» и «Rebirth»